# Daïra de Magrane
La daïra de Magrane est une daïra d'Algérie située dans la wilaya d'El Oued et dont le chef-lieu est la ville éponyme de Magrane.

## Localisation
La daïra est située au nord de la wilaya d'El Oued.

## Communes de la daïra
La daïra est composée de deux communes : Magrane et Sidi Aoun.